# Río Kugo-Yeya
El río Kugo-Yeya (en ruso: Ку́го-Е́я) o Kugoyeya (Кугое́я) es un río del óblast de Rostov y del krai de Krasnodar, en el sur de Rusia, afluente del Yeya.

## Curso
Tiene una longitud de 108 km y una cuenca de 1 260 km². Nace en Rasvet y discurre en dirección oeste y noroeste en todo su curso. Cerca de su cabecera recibe a un pequeño afluente por la izquierda en el que se encuentra Rogovski, Lisichkin (donde recibe al río Mókraya Griáznuja por la derecha), Kugeiski, Oktiábrskoye (donde confluyen el Yegorlychok -derecha- y el Gaidamachka -izquierda), Léninka (donde recibe por la derecha al Ternóvaya), Zarechni, Novoivánovka, Bakinski (arroyo Tiuptina), Kalinin (arroyo Sirótinnaya, en el que se encuentra Sirótino), Kugoyeiski, Kugoyéiskaya, Nizhnekugoyeiski, Rokel, Krasnogorovka, Irínovka, Timashovka (donde recibe por la izquierda al Gezova), Kommunar, Fedorianka, Chekunovka, Novomijáilovskoye y Kushchóvskaya, donde desemboca en el Yeya.